# Journal of Experimental Psychology: Learning, Memory and Cognition

Journal of Experimental Psychology: Learning, Memory and Cognition est une revue académique révisée par des pairs et publiée par l'American Psychological Association. Elle a été créée en 1975 en tant que section indépendante du Journal of Experimental Psychology et couvre la recherche en psychologie expérimentale. Plus précisément, la revue « publie des études expérimentales originales sur les processus fondamentaux de la cognition, l'apprentissage, la mémoire, l'imagerie, la formation de concepts, la résolution de problèmes, la prise de décision, la réflexion, la lecture et le traitement du langage ».  Le rédacteur en chef est Robert L. Greene (en).

## Historique
Le journal s'appelait autrefois Journal of Experimental Psychology: Human Learning and Memory. En 1980, Richard M. Shiffrin (en), rédacteur de Human Learning and Memory, annonça qu'il avait l'intention «d'élargir la portée de la revue pour y inclure un ensemble de sujets plus généraux sur la cognition humaine» et que le journal serait rebaptisé Learning, Memory, and Cognition. Le dernier numéro de Human Learning and Memory était le volume 7, numéro 1981.  La diffusion de Learning, Memory, and Cognition a débuté en 1982 avec le volume 8, numéro 1.

## Caractéristiques
Le journal est résumé et indexé par MEDLINE / PubMed et le Journal Citation Reports. Selon le Journal Citation Reports, la revue a un facteur d'impact de 2.776, ce qui la classe au 21e rang sur 85 dans la catégorie « Psychologie expérimentale ». 